# قلعة برقوق
قلعة برقوق هي من المعالم الأثرية في غزة، ومن أهم قلاع المماليك البرجية في فلسطين، تقع في مدينة خان يونس، وتبعد قلعة برقوق عن الحدود بين مصر وفلسطين 20 كيلومتر، وتربط بين القاهرة ودمشق وقطاع غزة. جاء هدف إنشائها، لتشكل حماية للمدينة ومنطقة لقاء التجار والمسافرين الذين يقصدون أكبر عاصمتين في دولة المماليك. أما تسميتها فتعود إلى كلمة خان والتي تعني القلعة أو السوق وهو الشق الأول من الاسم، أما الشق الثاني فهو يونس وهو اسم الأمير يونس الداودار الذي بناها في عام 1387.
في الثامن عشر من أبريل لعام 2024، تحولت قلعة برقوق، التي يتراوح عمرها قرابة 650 سنة إلى ركام نتيجة قصف الاحتلال الإسرائيلي على قطاع غزة.

## تاريخ القلعة

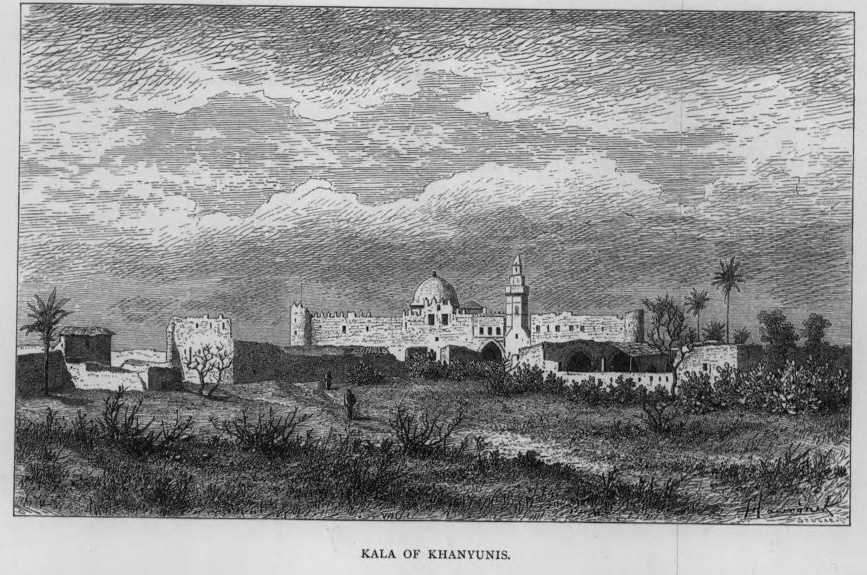
قلعة برقوق عام 1881

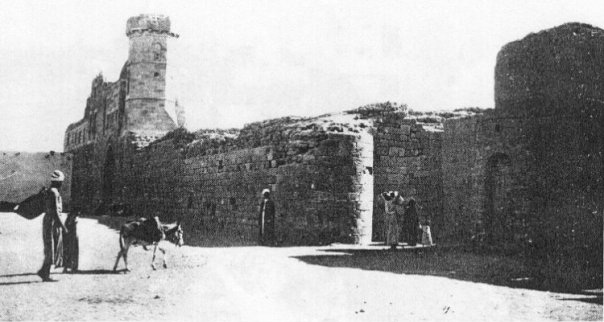
القلعة في عام 1930

يعود تاريخ هذه القلعة إلى عام 1387، أي عام 789هـ، حيث بناها الأمير يونس بن عبد الله النورزي بناءً على طلب من السلطان برقوق أحد سلاطين العصر العربي الإسلامي المملوكي ومؤسس دولة المماليك البرجية. ما يدل عاى ذلك هو نقش عربي بارز في القلعة يذكر أن البناء شيّد بين عامي 1387-1388م، على يد يونس النورزي الذي كان موظفًا في دولة المماليك البرجية تحت حكم السلطان برقوق. وقد بنيت لتكون بمثابة مركزاً يتوسط الطريق بين دمشق والقاهرة، يتخذه التجار والمسافرين مكانًا للراحة واللقاء والتزود بما يلزمهم من حاجيات في تلك الرحلة الطويلة بين أكبر مدينتين في دولة المماليك البرجية حينها، بالإضافة للإحتماء من اللصوص وقطّاع الطرق من البدو والأغراب الذين كانوا يعترضون طريق المسافرين في هذه الحقبة.

## مساحتها
تبلغ مساحتها نحو ستة عشر دونماً، كان شكل القلعة مربعاً طول كل ضلع من أضلاعه 85.5 متر وتتخذ زواياه أربع نقاط رئيسية من البناء تشير كل زاوية إلى جهة من الجهات الأربعة. وتدعم هذه الزوايا أبراج دائرية ولا تزال بقايا البرج الجنوبي الغربي باقية إلى الآن وتتألف القلعة من طابقين ومسجد للصلاة.